# きっこ
きっこ（自称1972年11月22日生まれ - ）は、日本のブロガー、有料メールマガジン発行者。
インターネットで、ニフティ・ココログによるブログを運営している。Xのフォロワー数は22.6万人に登る。

## 人物
女性であると自称している。
フリーのヘアメイクアーティストと公言している。
姓は「横山」、名は「きみこ」と自称している。

## 活動

### ブログ運営
- 無料ブログサービス「さるさる日記」を利用してブログが運営され、同時にココログでも同じ記事を掲載していた。さるさる日記ブログサービスの人気コンテンツの一つであったが、2011年にサービス終了[8]しており、2018年頃までは、ココログのブログがメインとなっていた。
- 2005年11月にマンションやホテルの 構造計算書偽造問題が明らかになったが、総合経営研究所の存在など、この疑惑が世に出た当初は一般に知られていなかった情報が、運営するブログでたびたび書き込まれたことから、一躍ブログの存在がメディアで取り上げられ有名になった[9][信頼性要検証]。事件の経緯について情報を把握していなかったイーホームズの藤田東吾からは、きっこのブログを見て「知らない情報が掲載されているので是非連絡をしてほしい」と直接メールが届いた、と述べている[10]。ただし、きっこが最初にイーホームズについて取り上げたのは、2005年11月19日 付「建築界のゴールデントライアングル 」で、この記事はイーホームズを糾弾する主旨である。
- 現在ではブログは年に1〜2回程度しか更新しておらず、有料メールマガジンを主催している。

### Twitter
- 2009年11月17日にTwitterアカウントを取得して活動を開始した。
- 2010年5月18日、宮崎県での口蹄疫災害での家畜の殺処分に関して、「宮崎県の口蹄疫で牛や豚が殺処分されてる問題だけど、もともと人間が食べるために牛や豚を育て、肉の美味しくなる時期に屠殺場で殺し続けてきたことは何とも思ってない人たちが、「涙ながらに牛を殺した」とか「豚を殺した」という詭弁はやめて欲しい。」「（畜産業従事者は）生物の命を奪って現金に換えるという罪深い生き方（である）」[11]と発言した。

## 主張
日本のことを「ニポン」と表記する。この件で批判メールが届くと述べている。社民党の支持者であることを公言している。
堀江メール問題の永田寿康元議員に対しては、民主党に悪い影響を与えたとして、批判の記事を載せた。堀江メールについては、先にマスコミが報道した、偽メールの情報提供者の『西澤孝』という人物は存在しておらず、『イニシャル名一文字で表記』した人だという記事なども載せた。この記事については、後に誤りであることが判明する。
2006年10月24日、駐日アメリカ合衆国大使館から接続されたIPユーザーがウィキペディア日本語版の「朝鮮の歴史#近代」を削除し、「朝鮮に歴史なし 昔から中国、日本、偏狭蛮族の属国」との書き込みを行ったことにていて、駐日アメリカ合衆国大使館が日本人の嫌韓を煽っているとして、「通常の編集や書き込みならまだ許されますが、この『朝鮮に歴史なし　昔から中国、日本、偏狭蛮族の属国』という書き込みは、完全に悪意に満ちた犯罪行為です。ニポン政府は、直ちにアメリカ大使館に抗議して、該当者を割り出し、責任を取らせるべきです」「アメリカ大使館の卑劣極まりない犯罪」と批判している。

## ネット
自身のブログ記事により、ネットにガセネタが流布されたことがたびたびあり、話題となった。
- 耐震偽造問題では、総合経営研究所の存在を初めて明らかにするなど[15]、特ダネの発信があった[16]が、後にこれはガセネタであることが判明する。
- 2008年3月に、きっこの公開メールアドレスを利用し、Amazonアカウントを開設した何者かによって、Amazonの欲しい物リストに名前が表示される設定となっていた。これにより「きっこの実名が発覚した」という情報が広まったが、きっこ本人は、何者かの成りすましによる嫌がらせであると述べている[16]。
- 2008年5月に、自身の嫌いなタレントが硫化水素で自殺、または誰かの硫化水素自殺に巻き込まれた、という情報があったと書き込んだ。きっこが後藤真希を度々批判していたことから、ネット上では後藤が硫化水素で自殺を図ったというデマが広まった[17]。

## 著作
- きっこの日記、白夜書房（2006年10月）
- きっこの日記2、白夜書房（2007年1月）
- きっこの日記R 好き?好き?嫌い?編、辰巳出版（2008年2月）